# Bullshit Jobs
Bullshit Jobs  è un libro del 2018 scritto dall'antropologo David Graeber che postula l'esistenza di lavori privi di significato e ne analizza il danno sociale. Sostiene che oltre la metà del lavoro sociale sia inutile e diventi psicologicamente distruttivo quando associato a un'etica del lavoro che collega il lavoro all'autostima. Graeber descrive cinque tipi di lavori senza senso, in cui i lavoratori fingono che il loro ruolo non sia così inutile o dannoso come sanno che è: lacchè, teppisti, rattoppatori, spuntatori di caselle e capisquadra. Egli sostiene che l'associazione del lavoro con la sofferenza virtuosa sia recente nella storia umana e propone sindacati e reddito di base universale come una possibile soluzione.
Il libro si basa su un famoso saggio scritto da Graeber nel 2013, che è stato poi tradotto in 12 lingue e ha ispirato un sondaggio sul tema. Successivamente, Graeber ha raccolto numerose esperienze di persone con lavori considerati senza senso e ha sviluppato la sua argomentazione in un libro, pubblicato da Simon & Schuster nel maggio 2018.

## Contenuto
In Bullshit Jobs, l'antropologo statunitense David Graeber afferma che i progressi nella produttività grazie all'automazione non hanno portato a una settimana lavorativa di 15 ore, come prevedeva l'economista John Maynard Keynes nel 1930. Al contrario, sono emersi "lavori inutili": lavori retribuiti che si rivelano talmente inutili, superflui o dannosi che il dipendente non riesce a giustificarne l'esistenza. Tuttavia, come parte delle condizioni di impiego, il lavoratore è costretto a fingere il contrario. Nonostante tali lavori possano garantire un buon salario e tempo libero, Graeber sostiene che l'assenza di senso nel lavoro eroda l'umanità dei lavoratori e generi un'intensa violenza psicologica.
L'autore sostiene che più della metà del lavoro sociale sia privo di senso, come la gran parte di alcuni lavori, e descrive cinque tipi di ruoli di lavoro completamente inutili:
1. Lacché, che hanno il compito di far sentire importanti i loro superiori, come receptionist, assistenti amministrativi, addetti all'ingresso e addetti all'accoglienza nei negozi;
2. Teppisti, che lavorano per danneggiare o ingannare gli altri per conto del datore di lavoro, o per evitare che altri teppisti lo facciano, come lobbisti, avvocati d'azienda, telemarketing e specialisti in relazioni pubbliche;
3. Rattoppatori, che risolvono temporaneamente problemi che potrebbero essere sistemati definitivamente, come programmatori che correggono codici scadenti, o personale di compagnie aeree che gestisce i bagagli smarriti;
4. Spuntatori di caselle, che danno l'illusione che si stia facendo qualcosa di utile quando in realtà non lo è, come amministratori di sondaggi, giornalisti di riviste aziendali e responsabili della conformità aziendale;
5. Capisquadra, che assegnano compiti extra a coloro che non ne hanno bisogno, come dirigenti intermedi e professionisti della leadership.

Graeber afferma che gran parte di questi lavori si trovano nel settore privato, nonostante l'idea che la concorrenza di mercato dovrebbe eliminare tali inefficienze. All'interno delle aziende, ritiene che l'aumento dei posti di lavoro nel settore dei servizi sia legato meno alle necessità economiche e più al "feudalesimo manageriale". In questo contesto, i datori di lavoro necessitano di sottoposti per sentirsi importanti e mantenere uno status competitivo e potere.
Nella società, Graeber attribuisce all'etica del lavoro puritano-capitalista il ruolo di aver trasformato il lavoro nel capitalismo in un obbligo religioso. Afferma che i lavoratori non hanno beneficiato degli aumenti di produttività sotto forma di una riduzione dell'orario di lavoro perché, come norma sociale, ritengono che il lavoro determini il loro valore personale, anche se lo trovano inutile. Graeber descrive questo circolo vizioso come "profonda violenza psicologica" e "una ferita nella nostra anima collettiva".
Secondo Graeber, una delle difficoltà nel confrontarsi con i sentimenti riguardo ai lavori inutili è l'assenza di un modello comportamentale, un po' come le persone che non sanno come reagire di fronte a un amore non corrisposto. Di conseguenza, anziché correggere questo sistema, gli individui tendono a criticare coloro il cui lavoro è intrinsecamente appagante.
Graeber sostiene che l'idea del lavoro come fonte di virtù sia piuttosto recente. Nell'antichità, l'aristocrazia disprezzava il lavoro, ma filosofi radicali come John Locke lo hanno trasformato in un concetto virtuoso. L'etica puritana, che associa la virtù alla sofferenza, ha fatto sì che il duro lavoro delle classi lavoratrici venisse considerato nobile.
Secondo Graeber, i lavori inutili giustificano gli attuali modelli di vita: le difficoltà del lavoro noioso sono viste come una giustificazione per la capacità di soddisfare i desideri dei consumatori, e la realizzazione di questi desideri diventa la ricompensa per sopportare lavori inutili. Pertanto, la prosperità derivata dai progressi tecnologici è stata reinvestita nell'industria e nella crescita del consumo piuttosto che nell'acquisizione di più tempo libero.
I lavori inutili hanno anche una funzione politica: i partiti politici sono più interessati a garantire posti di lavoro che a valutarne la qualità o la soddisfazione che ne deriva. Inoltre, Graeber sostiene che le persone impegnate in lavori faticosi hanno meno tempo e possibilità per ribellarsi.
Come possibile soluzione, Graeber propone l'implementazione di un reddito di base universale, ovvero un sussidio che garantisca una vita dignitosa, erogato a tutti senza alcuna condizione, permettendo alle persone di lavorare secondo le proprie preferenze. L'autore ritiene che il modo più produttivo di lavorare segua un ciclo naturale umano di intensificazione e rallentamento, poiché agricoltori, pescatori, guerrieri e scrittori adattano la loro intensità lavorativa in base alle necessità di produttività, e non a un orario di lavoro standard, che può apparire arbitrario rispetto ai cicli di produttività.
Graeber sostiene che il tempo risparmiato evitando lavori inutili potrebbe essere impiegato per dedicarsi ad attività creative, contribuendo così a un miglioramento della qualità della vita individuale e collettiva.

## Pubblicazione

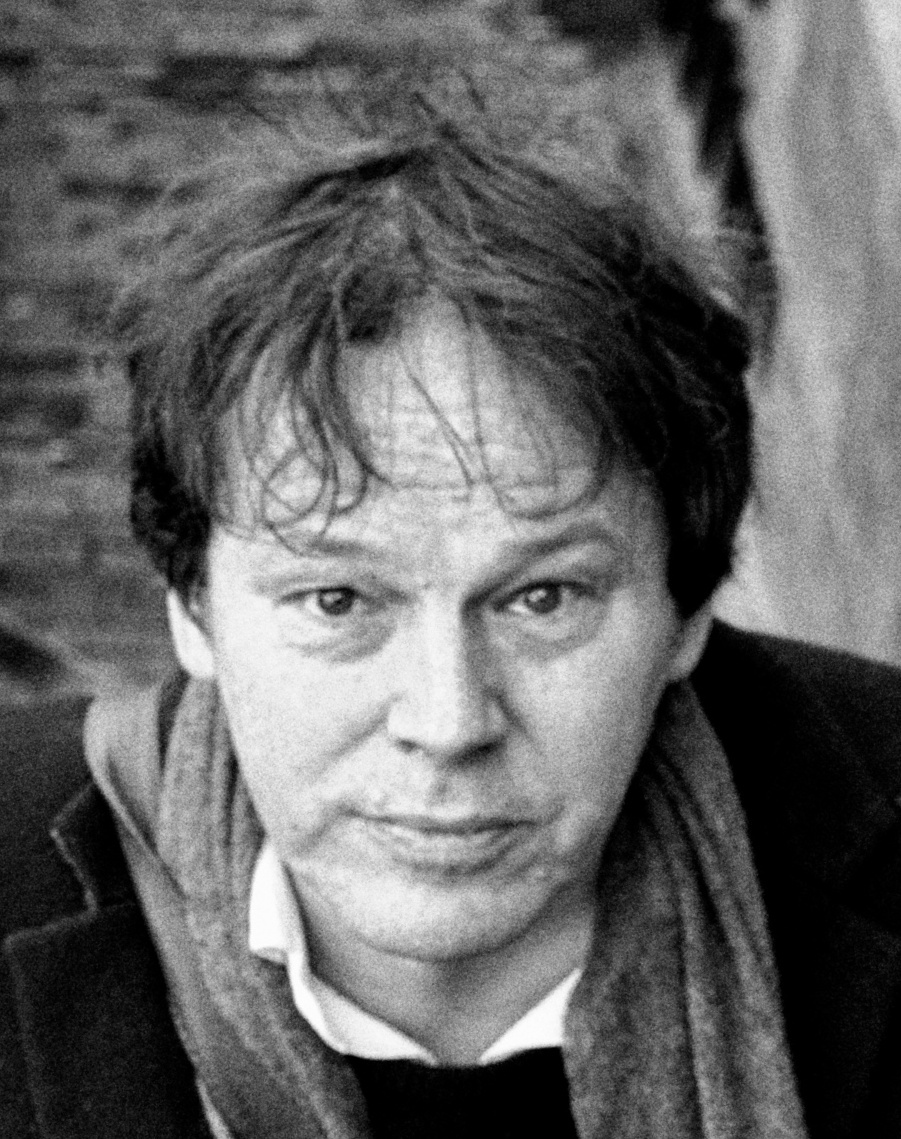
L'autore nel 2015

Nel 2013, Graeber pubblicò un saggio sulla rivista Strike, intitolato Sul fenomeno dei lavori inutili, in cui sosteneva l'inutilità di molti lavori moderni, soprattutto in settori come finanza, diritto, risorse umane, relazioni pubbliche e consulenza. Il saggio divenne molto popolare, raggiungendo oltre un milione di visualizzazioni e causando il blocco del sito web dell'editore, la rivista radicale Strike! Successivamente, il saggio è stato tradotto in 12 lingue.
YouGov ha condotto un sondaggio correlato, in cui il 37% degli intervistati britannici ha ritenuto che il loro lavoro non apportasse un contributo 'significativo' al mondo. In termini più semplici, più di un terzo delle persone intervistate in Gran Bretagna ha pensato che il proprio lavoro non fosse realmente utile alla società.
In seguito, Graeber ha raccolto centinaia di testimonianze riguardanti lavori inutili e ha sviluppato il suo argomento in Bullshit Jobs.
A fine del 2018, il libro è stato tradotto in francese, tedesco, italiano, spagnolo, polacco, e cinese.

## Critiche
Una recensione su The Times ha lodato il rigore accademico e l'umorismo del libro, in particolare alcuni esempi di lavoro presenti nel testo, ma in generale ha ritenuto che l'argomento di Graeber fosse "gradevolmente esagerato". Il recensore ha apprezzato la tesi storica di Graeber sull'etica del lavoro, ma ha presentato controargomentazioni su altri aspetti: ad esempio, la settimana lavorativa media nel Regno Unito è diminuita nell'ultimo secolo, l'affermazione di Graeber sulla percentuale complessiva di lavori inutili si basa troppo sul sondaggio YouGov, e lo stesso sondaggio non afferma che "la maggior parte delle persone odia il proprio lavoro". Il critico sostiene che mentre il "feudalesimo manageriale" potrebbe spiegare l'esistenza dei tirapiedi, gli altri tipi di lavori inutili proposti da Graeber derivano dalla concorrenza, dalla regolamentazione governativa, dalle lunghe catene di approvvigionamento e dall'inaridimento delle aziende inefficienti, gli stessi fattori responsabili dei lussi del capitalismo avanzato, come gli smartphone e la disponibilità di prodotti durante tutto l'anno.
Un articolo su Philosophy Now esamina la definizione iniziale di "stronzate" nel campo della filosofia. Nel suo saggio del 1986, il filosofo di Princeton Harry Frankfurt ha trasformato la parola "stronzate" in un termine filosofico ufficiale, definendola come una rappresentazione ingannevole della realtà che è diversa dalla menzogna. A differenza del bugiardo, colui che "sparla" non cerca di ingannare. In questo contesto, gli amministratori cercano di creare una cultura del lavoro che non è falsa, ma piuttosto artificiosa e fasulla.
Uno studio del 2021 ha esaminato alcune delle affermazioni di Graeber riguardo l'aumento dei lavori inutili nel tempo e la loro presenza significativa nella forza lavoro. Lo studio si basa sui dati dell'indagine europea sulle condizioni di lavoro condotta dall'UE e ha scoperto che una percentuale bassa e in diminuzione di lavoratori considera il proprio lavoro "raramente" o "mai" utile.
Lo studio ha anche rivelato che, sebbene ci fosse una certa correlazione tra l'occupazione e i sentimenti di inutilità, questi non coincidevano esattamente con l'analisi di Graeber. Ad esempio, i "capienti" e gli "imbroglioni", come gestori di fondi speculativi o lobbisti, erano in gran parte soddisfatti del loro lavoro, mentre alcuni lavoratori essenziali, come raccoglitori di rifiuti e addetti alle pulizie, spesso ritenevano il proprio lavoro inutile. Tuttavia, lo studio ha confermato che il sentirsi inutili sul lavoro era collegato a problemi di salute mentale, come depressione e ansia.
Per spiegare gli effetti negativi di un lavoro inutile e il motivo per cui qualcuno potrebbe considerare il proprio lavoro come una porcheria, gli autori dello studio si rifanno al concetto marxista di alienazione. Suggeriscono che una gestione tossica e una cultura del lavoro malsana possono portare le persone a sentirsi come se non stessero realizzando il loro vero potenziale, a prescindere dall'utilità effettiva del loro lavoro.